# Niherne
Niherne è un comune francese di 1 742 abitanti situato nel dipartimento dell'Indre nella regione del Centro-Valle della Loira.

## Geografia fisica
Il comune di Niherne è situato nel centro del dipartimento, nella regione naturale della campagna "Berrichonne". Situata a 12 km da Châteauroux, Niherne ha cinque comuni limitrofi: Villedieu-sur-Indre, Villers-les-Ormes, Saint-Maur, Luant e Neuillay-les-Bois.
Il territorio comunale è servito dalle strade dipartimentali: 67, 80, 125, 925 e 943 ed è attraversato dal fiume Indre.

## Società

### Evoluzione demografica
Abitanti censiti

## Patrimonio
La chiesa è classificata monumento storico.

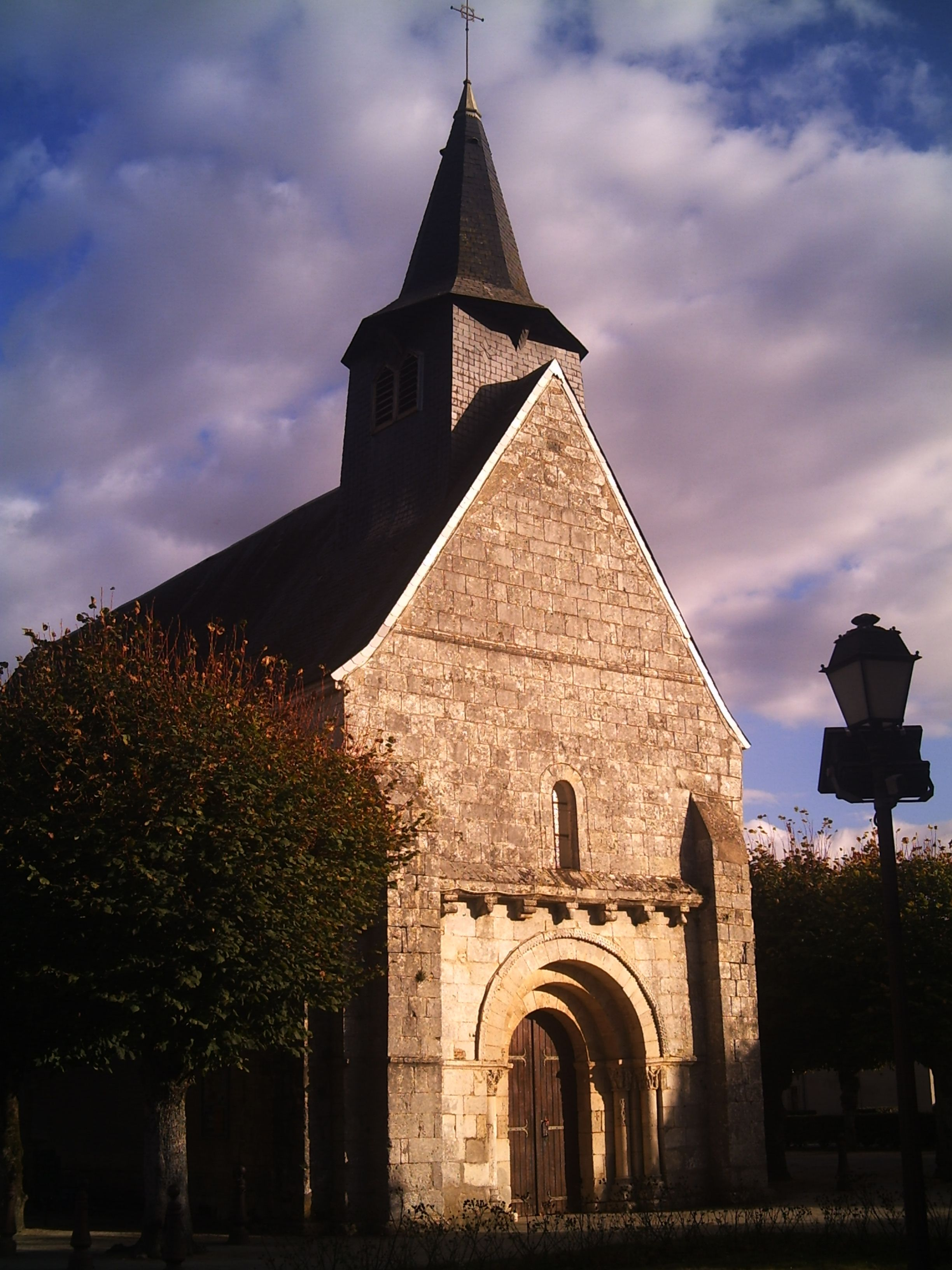
La chiesa di Niherne